# Swantje Henke
Swantje Henke (* 14. Dezember 1971 in Hannover) ist eine deutsche Schauspielerin.

## Leben
Henke absolvierte die Schauspielausbildung in Hamburg an der Hochschule und besuchte mehrere Kurse am Actors Studio New York. Ihr erstes Engagement hatte sie von 1995 bis 1997 am Berliner Ensemble, wo sie unter anderem mit Regisseuren wie Einar Schleef, Christoph Schlingensief und Werner Schroeter arbeitete. Von 1997 bis 1999 war sie Ensemblemitglied am Burgtheater Wien, wo sie vor allem mit Einar Schleef arbeitete. Nach der Geburt ihrer Tochter kehrte sie nach Berlin zurück und arbeitet seitdem als freie Schauspielerin.
Sie spielte unter anderem an der Schaubühne Berlin bei Sasha Waltz, am Deutschen Theater Berlin bei Konstanze Lauterbach, am Schauspielhaus Düsseldorf bei Peter Hailer, in diversen Produktionen am Hebbel am Ufer, in den Sophiensaelen, und dem Mousonturm Frankfurt. In der Komödie am Kurfürstendamm wirkte sie in mehreren Stücken bei Katharina Thalbach mit. Im Fernsehen spielte sie in Serien wie Sperling, SK Kölsch und Blutsbrüder.
Als Sängerin der Rockband Agnes and her pillows tritt sie auf Berliner Bühnen auf. Henke studierte außerdem an der Humboldt-Universität Berlin evangelische Theologie. Im Jahr 2010 arbeitete sie erstmals für ein halbes Jahr in Thailand mit Tsunami-Waisen, mit denen sie ein Theaterstück selbst entwickelte und aufführte.

## Theater
- 1995: Der Vater, Guy Joosten, Thalia Theater (Hamburg)
- 1996: Herr Puntila, Einar Schleef, Berliner Ensemble
- 1996: Rosa Luxemburg, Christoph Schlingensief, Berliner Ensemble
- 1997: 48 Std. Überleben, Christoph Schlingensief, documenta X Kassel
- 1997: Bahnhofsmission, Christoph Schlingensief, Schauspielhaus Hamburg
- 1997: Germania 3, Martin Wuttke, Berliner Ensemble
- 1997: Monsieur Verdoux, Werner Schroeter, Berliner Ensemble
- 1998: Der wilde Sommer, Einar Schleef, Burgtheater Wien
- 1998: Ein Sportstück, Einar Schleef, Burgtheater Wien
- 1999: Der Golem, Einar Schleef, Burgtheater Wien
- 1999: Spiel im Berg, Klaus M. Brandauer, Salzbergwerk Altaussee
- 2000: Erlaubent, Schaas, Tina Lanik, Rabenhof Theater Wien
- 2001: 17-25/4, Sasha Waltz, Schaubühne Berlin
- 2001: Doublepoints, Emio Greco, Schaubühne Berlin
- 2002: Heftgarn, Peter Hailer, Schauspielhaus Düsseldorf
- 2002: Simon, Peter Hailer, Schauspielhaus Düsseldorf
- 2003: Bluthochzeit, Konstanze Lauterbach, Deutsches Theater Berlin
- 2004: Bartleby, Claudia Bosse, Hebbel am Ufer Berlin
- 2004: Volkspalast, Benjamin Förster, Palast der Republik
- 2005: Der Berg, Benjamin Förster, Palast der Republik
- 2006: Otobüs, Ayşe Polat, Hebbel am Ufer Berlin
- 2007: Der Tod in Rom, Jacob Wren, Sophiensaele Berlin
- 2007: This situation, Tino Sehgal, Hamburger Bahnhof Berlin
- 2008–2009: Wie es euch gefällt, Katharina Thalbach, Theater am Kurfürstendamm
- 2010–2011: Der Raub der Sabinerinnen, K. Thalbach, Theater am Kurfürstendamm

## Filmografie
- 1993: Faust (Fernsehserie)
- 1995: Tatort – Tod eines Polizisten (Regie: Jürgen Roland)
- 1996: Not a lovesong
- 1997: Sperling: Sperling und der gefallene Engel (Regie: Kai Wessel)
- 1998: Sperling: Sperling und das schlafende Mädchen (Regie: Juraj Herz)
- 1999: Unerwartete Begegnung
- 2000: Herzschlag
- 2001: Unser Charly (Fernsehserie)
- 2003: Echte Männer (Regie: Christian Zübert)
- 2005: No way out
- 2006: SK Kölsch (Fernsehserie)
- 2010: Blutsbrüder (Web-Serie)